# Dirk Glaser

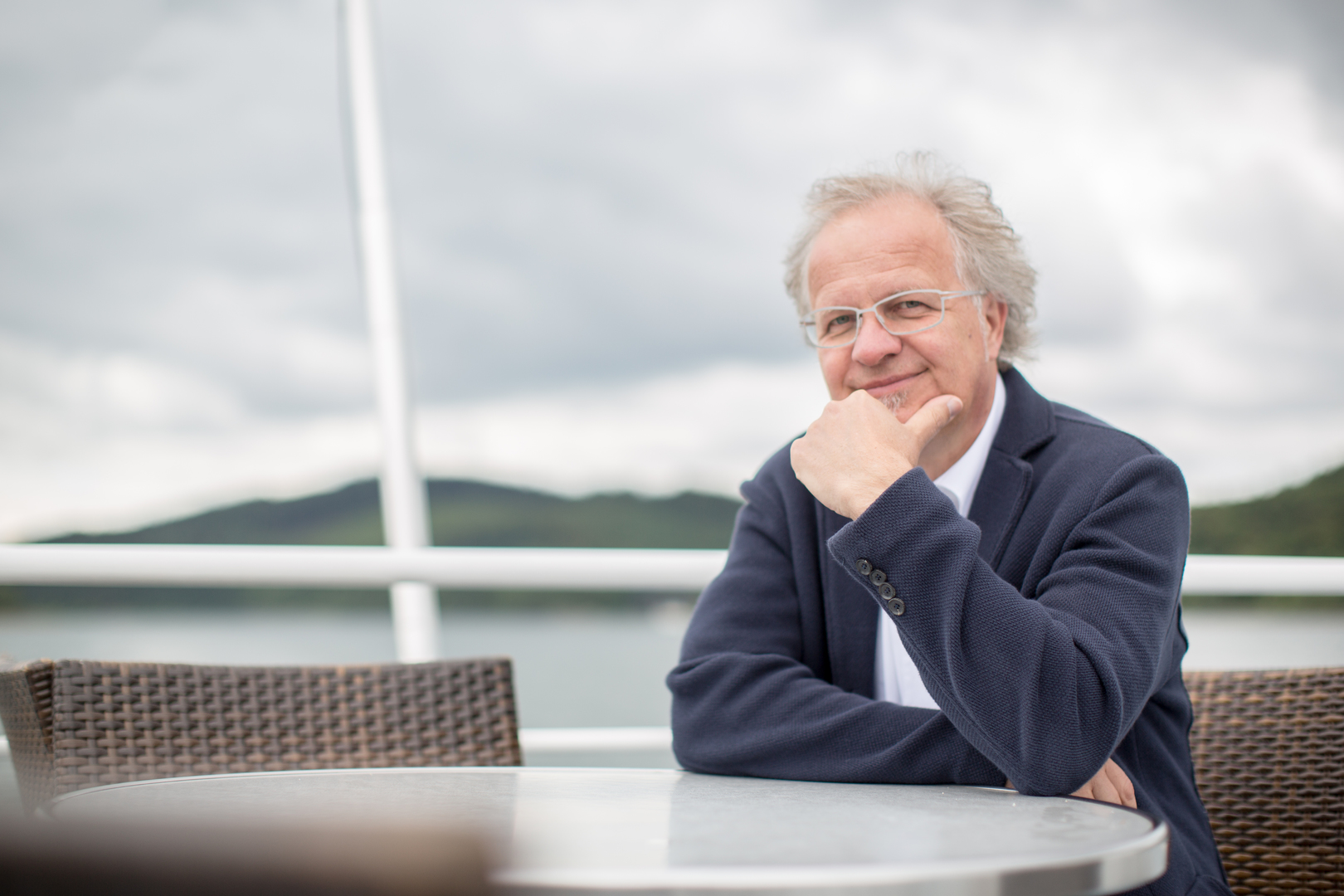
Dirk Glaser (2015)

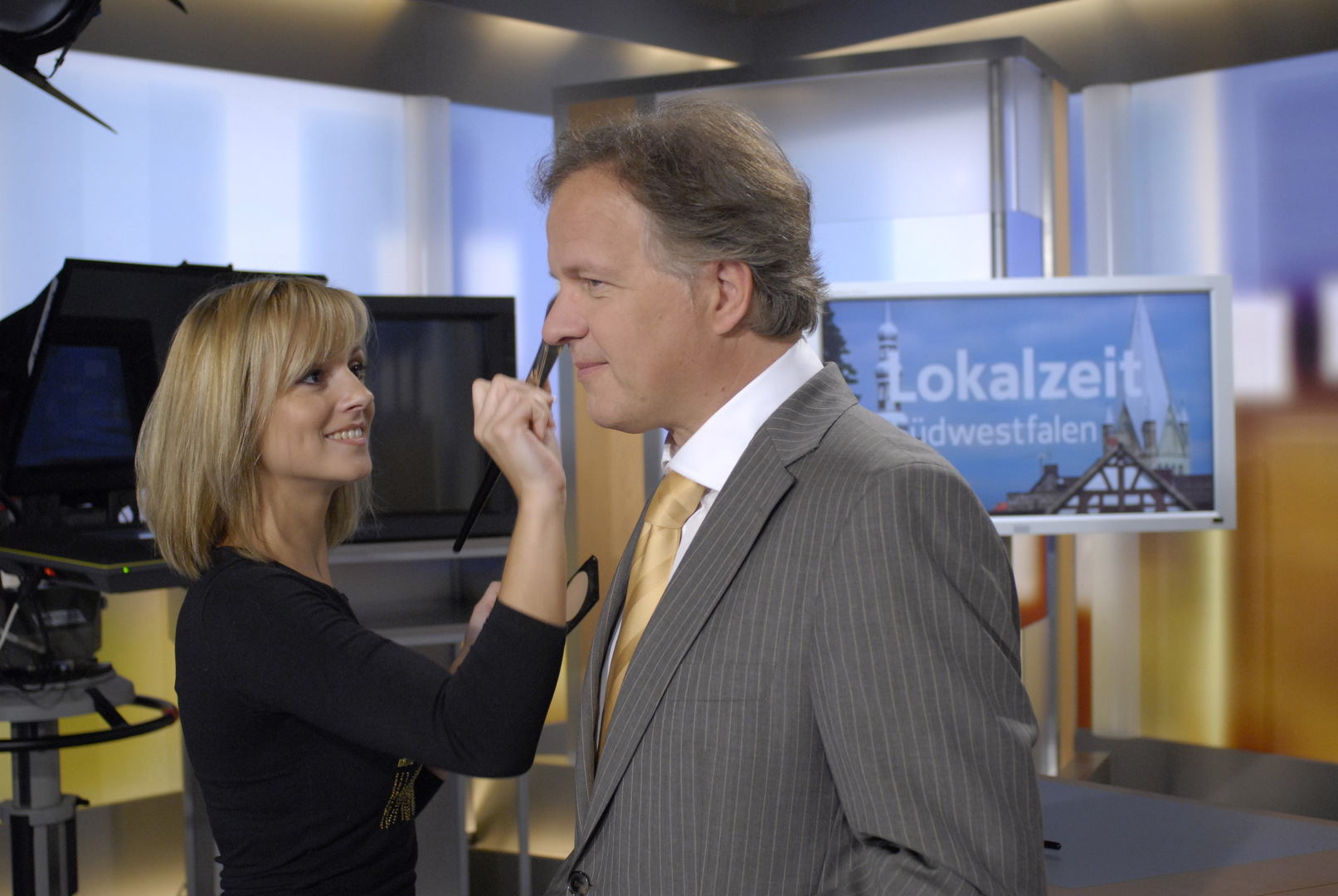
Dirk Glaser moderierte über vierzehn Jahre etwa 1500 Mal die Lokalzeit Südwestfalen im WDR-Fernsehen.

Dirk Glaser (* 9. Juni 1958 in Bochum) ist ein deutscher Journalist, Buchautor, Moderator und Agenturgeschäftsführer. Er ist seit dem 21. Oktober 2015 parteiloser Bürgermeister der Stadt Hattingen/Ruhr.

## Leben

### Herkunft und Ausbildung
Dirk Glaser wuchs in Hattingen, Düsseldorf und Solothurn (Schweiz) auf. Nach seinem Abitur (1979) im Gymnasium Schulzentrum Holthausen lebte er für ein Jahr in Toronto und Los Angeles. Nach seinem Auslandsaufenthalt studierte Glaser Sinologie und Publizistik in seiner Geburtsstadt Bochum und in München.

### Berufliche Laufbahn
Als freier Journalist, Autor und Moderator arbeitete Dirk Glaser seit Anfang 1980 für zahlreiche öffentlich-rechtliche Sender in Deutschland, Österreich und der Schweiz. Als Hörfunkmoderator beim WDR war er von 1987 bis 2000 beschäftigt. Von 1994 bis 2008 moderierte Glaser die Lokalzeit Südwestfalen. Während dieser Zeit entstanden zahlreiche Beiträge als Autor, Regisseur und Produzent für das öffentlich-rechtliche Fernsehen. Von 2008 bis 2014 war Dirk Glaser Geschäftsführer der Südwestfalen Agentur GmbH mit Sitz in Olpe, die die Regionale 2013 leitete.
2005 veröffentlichte er zusammen mit Matthias Jeschke sein erstes Buch Gipfelsturm.

### Politische Laufbahn (Bürgermeister von Hattingen)
Dirk Glaser trat 2015 als parteiloser Kandidat zur Bürgermeisterwahl in Hattingen an, unterstützt von CDU, Grünen und Freien Demokraten. Die Bürgermeisterwahl gewann Glaser mit 58,38 % der Stimmen und wurde am 22. Oktober 2015 zum neuen Bürgermeister der Stadt Hattingen vereidigt.
Glaser stellte sich bei den Kommunalwahlen in NRW am 13. September 2020 einer Wiederwahl zum Hattinger Bürgermeister, woraus er als Erstplatzierter hervorging. In der Stichwahl am 27. September setzte er sich mit einem Vorsprung von rund 17 Prozentpunkten gegen den Mitbewerber Frank Mielke (SPD) durch. Die neue Wahlperiode dauert von 2020 bis 2025.

## Ehrenamtliches und bürgerschaftliches Engagement
Glaser ist Ehrenkurator der Akademie für den Mittelstand an der Universität Siegen, er war Vorstandsmitglied im Sauerland Tourismus e.V. (2009–2014), Mitglied im Lions Club Hattingen (Präsident 2014/15) und Förderndes Mitglied Stadtmarketing Hattingen.